# Fayette (Alabama)
Fayette − miasto w południowo-wschodniej części Stanów Zjednoczonych, w Alabamie, stolica hrabstwa Fayette.

## Demografia
- Liczba ludności: 4128 (2023)[2]
- Gęstość zaludnienia: 184,3 os./km²
- Powierzchnia: 22,4 km²

## Klimat
Miasto leży w strefie klimatu subtropikalnego, umiarkowanego, łagodnego bez pory suchej i z gorącym latem, należącego według klasyfikacji Köppena do strefy Cfa. Średnia temperatura roczna wynosi +16,6°C, a opady 1480,8 mm (w tym 3,1 cm śniegu). Średnia temperatura najcieplejszego miesiąca - lipca wynosi +26,7°C, natomiast najzimniejszego stycznia +6,2°C. Najwyższa zanotowana temperatura wyniosła +43,3°C, natomiast najniższa –20,6°C. Miesiącem o najwyższych opadach jest marzec o średnich opadach wynoszących 170,2 mm, natomiast najniższe opady są w październiku i wynoszą średnio 78,7 mm.